# باتريك موني (سياسي)
باتريك موني (بالإنجليزية: Patrick Mooney)‏ هو سياسي أيرلندي، ولد في 12 نوفمبر 1903، وتوفي في 30 أكتوبر 1989. حزبياً، نشط في فيانا فايل.

## مناصب
- في 1954 Irish general election [الإنجليزية]‏، انتخب نائب دييل عن دائرة Monaghan (Dáil constituency) [الإنجليزية]‏ وقد انضم خلال فترته النيابية ‏ (2 يونيو 1954 – 13 ديسمبر 1956)  للكتلة البرلمانية فيانا فايل.
- في الانتخابات العمومية الإيرلندية 1957 [الإنجليزية]‏، انتخب نائب دييل عن دائرة Monaghan (Dáil constituency) [الإنجليزية]‏ وقد انضم خلال فترته النيابية ‏ (20 مارس 1957 – 1 سبتمبر 1961)  للكتلة البرلمانية فيانا فايل.
- في الانتخابات العمومية الإيرلندية 1961 [الإنجليزية]‏، انتخب نائب دييل عن دائرة Monaghan (Dáil constituency) [الإنجليزية]‏ وقد انضم خلال فترته النيابية ‏ (11 أكتوبر 1961 – 11 مارس 1965)  للكتلة البرلمانية فيانا فايل.
- في الانتخابات العمومية الإيرلندية 1965 [الإنجليزية]‏، انتخب نائب دييل عن دائرة Monaghan (Dáil constituency) [الإنجليزية]‏ وقد انضم خلال فترته النيابية ‏ (21 أبريل 1965 – 21 مايو 1969)  للكتلة البرلمانية فيانا فايل.